# Baltenregiment
Das Baltenregiment war eine aus Deutsch-Balten gebildete Freiwilligeneinheit, die während des estnischen Freiheitskrieges 1918 bis 1920 unter estnischem Befehl gegen die Rote Armee kämpfte. Oberkommandant des Regiments war der kaiserlich-russische Oberst Constantin von Weiß (1877–1959).

## Entstehung
Zu Ende des Ersten Weltkriegs war ganz Estland von der deutschen 8. Armee besetzt. Am 19. November 1918 wurde zwischen dem Reichsbevollmächtigten für das Baltikum August Winnig und der jungen Republik Estland ein Vertrag unterzeichnet, der die Übergabe von erbeutetem russischen Material zum Aufbau der entstehenden estnischen Armee zum Inhalt hatte. Die Zeit drängte, nachdem klar wurde, dass die sowjetischen Truppen dem abziehenden deutschen Heer folgen würden, um das Baltikum zu besetzen.
Der neuernannte Ministerpräsident und Kriegsminister Konstantin Päts sah sich gezwungen, auf alle vorhandenen Ressourcen zum Schutz des Staatsgebiets zurückzugreifen. So wurde am 26. November 1918 in einer Besprechung mit Vertretern verschiedener deutsch-baltischer Organisationen die Schaffung einer aus deutschbaltischen Freiwilligen bestehenden Schutzwehr beschlossen.
Ab dem 27. November entstand so in Rakvere (dt. Wesenberg) der Grundstock des späteren Baltenregiments als Teil des 5. estnischen Regiments. Diese Gruppe unter dem Befehl von Oberst Weiß zog sich kämpfend bis in die Gegend um Imavere (dt. Immafer) zurück. Hier vollzog sich am 29. Dezember die Vereinigung mit einer zweiten deutschbaltischen Gruppe aus dem ehemaligen Gouvernement Livland unter dem Befehl von Rittmeister Viktor von zur Mühlen. Diese Einheit war in Tartu (dt. Dorpat) mit reichsdeutscher Hilfe gebildet worden und eigentlich für die Baltische Landeswehr vorgesehen gewesen. Die vereinigten Truppen waren etwa 450 Mann stark und führten nun die Bezeichnung Baltenbataillon oder Baltenregiment. 1919 stieg die Truppenstärke auf etwa 700 bis 800 Soldaten an.
Viele Freiwillige waren Corpsstudenten der Universität Dorpat und des Rigaer Polytechnikums. Es handelte sich oft um Söhne von Gutsbesitzern. Die Offiziere hatten zum Großteil in der Armee des Zaren gedient. Die Bewaffnung und das Material wurden teilweise der abziehenden deutschen Armee abgekauft, auch die Uniformen und Stahlhelme waren deutscher Herkunft. Viele der Pferde, Schlitten, Bekleidung, des Sanitätsmaterial etc. waren Spenden der deutsch-baltischen Bevölkerung.

## Geschichte
Ab dem Januar 1919 begann im Nordosten Estlands eine Gegenoffensive der durch finnische Freiwillige verstärkten estnischen Armee. Am 19. Januar wurde Narva erobert. Das Baltenregiment wurde daraufhin für mehrere Monate im Stellungskrieg am Fluss Narva verwendet. Im Zusammenwirken mit dem Reiterregiment Bulak-Balachowitschs folgte ab dem 13. Mai ein Vormarsch in südlicher Richtung entlang des Ost-Ufers des Peipussees. Bis zum 29. Mai wurde die Stadt Gdow (russ. Гдов) besetzt und die Bahnlinie Pskow-Luga unterbrochen. Danach wurde das Regiment nach Osten in den Raum Wolossowo verlegt, um Fronteinbrüche im Bereich des verbündeten russischen Nordkorps zu schließen. Im August kämpfte das Regiment dann im Rahmen der 1. estnischen Division am Fluss Luga.
Am 8. Oktober 1919 begann die Offensive der nunmehr ausgebauten Nordwestrussischen Befreiungsarmee auf St. Petersburg. Das Baltenregiment beteiligte sich im Rahmen der 5. Lievenschen Division am Vormarsch. Hierzu kam vorerst eine verstärkte Kompaniegruppe unter dem Rittmeister Grunewald zum Fronteinsatz bei Gattschina (russ. Га́тчина), während die Masse des Regiments im Raum Jamburg verblieb. Wegen der gesprengten Brücke über die Luga und logistischer Probleme der Nordwest-Armee erfolgte in der Folgezeit nur eine langsame Verstärkung dieser Kampfgruppe.
Der Durchbruch durch die Front der Roten Armee gelang unerwartet leicht, bereits am 17. Oktober erreichte die Lievensche Division Krasnoje Selo. In den nächsten Wochen verlangsamte sich der Vormarsch allerdings, da die Rote Armee erhebliche Reserven per Eisenbahn heranführen konnte. Die Führung des Baltenregiments sah bereits Ende Oktober die Erreichung des Ziels St. Petersburg als utopisch an. Deshalb verweigerte von der Mühlen einen Befehl der Armeeführung zum Vorführen der restlichen Kompanien auf Gatschina. Wegen Umgehung in der tiefen rechten Flanke der Armee musste diese Angriffsgruppe ab dem 1. November dann auch zurückgenommen werden.
Das Baltenregiment trat am 9. November wieder unter den Befehlsbereich der estnischen Armee. Im Rahmen der 1. estnischen Division verlegte es nach Süden, wo die Rote Armee Gdow zurückerobert hatte. An der Luga wurde eine neue Frontlinie eingerichtet.
Durch den Zusammenbruch der Nordwest-Armee kamen im Dezember die Friedensverhandlungen zwischen Estland und Sowjetrussland in Fluss. An der Front fanden noch einmal schwere Kämpfe um einen von beiden Seiten beanspruchten Gebietsstreifen ostwärts Narva statt. Nach dem Scheitern dieser Angriffe lenkte Sowjetrussland ein. Es kam zu einem Waffenstillstand und am 2. Februar 1920 zum Frieden von Tartu.
Die große Flecktyphus-Epidemie bei der Nordwest-Armee forderte nur vereinzelte Opfer beim Baltenregiment. Während des Waffenstillstands konnte eine 4. (russische) Kompanie aufgestellt werden. Am 13. März 1920 verlegte das Regiment zum Küstenschutz nach Nordestland und kehrte am 23. Juli in die Garnison Rakvere (dt. Wesenberg) zurück. Ab dem 16. August 1920 begann dann die Auflösung des Regiments.

## Gedenkstein

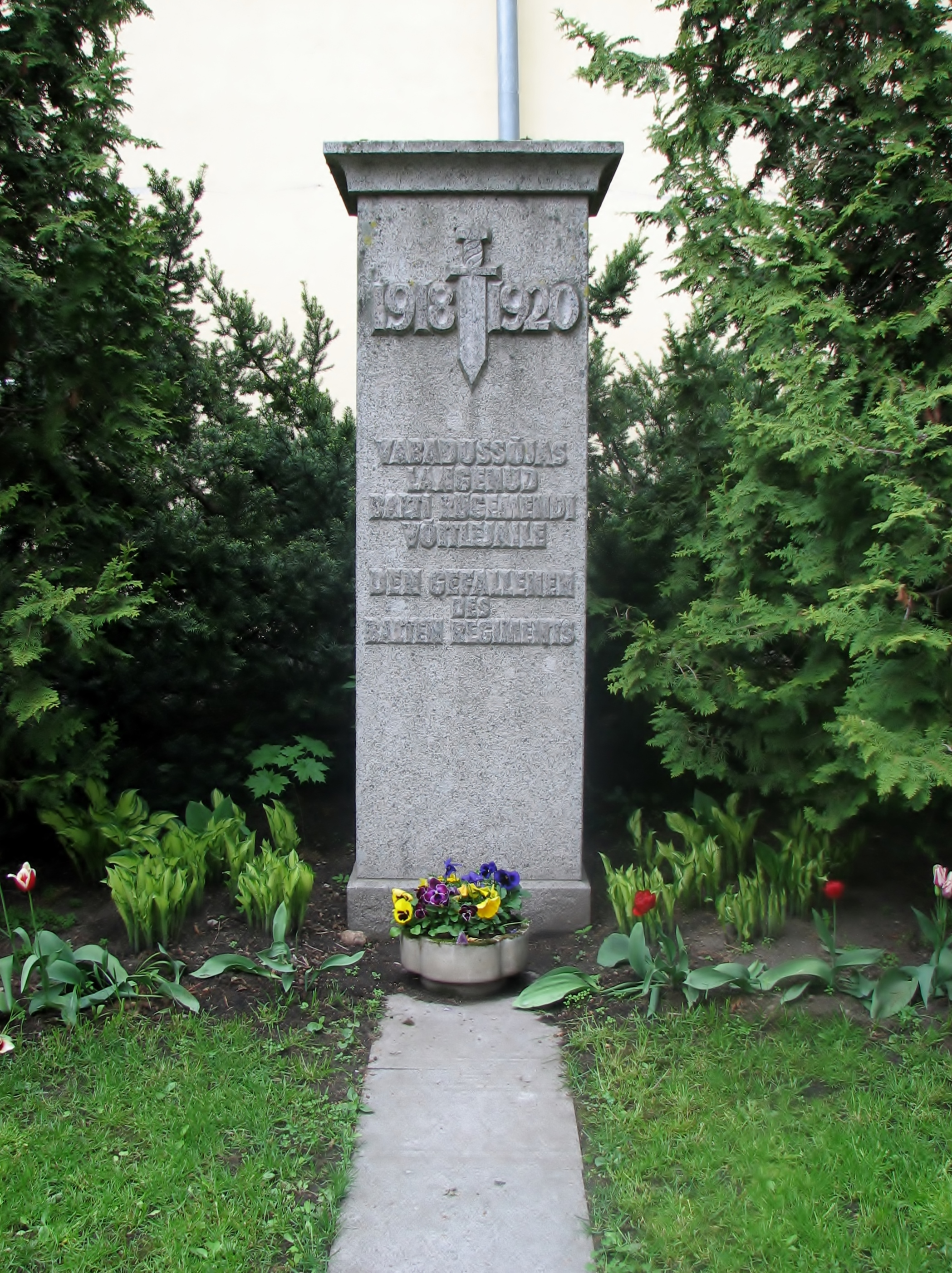
Gedenkstein in Tallinn

Ein zweisprachiger Gedenkstein im Innenhof der Estnischen Akademie der Wissenschaften gedenkt heute des Baltenregiments, das durch seine Inkorporation in die estnische Armee ein Bekenntnis zur jungen Republik Estland abgab.